# Rebellion (Linkin Park)
Rebellion è un singolo del gruppo musicale statunitense Linkin Park, pubblicato il 4 giugno 2014 come quarto estratto dal sesto album in studio The Hunting Party.

## Descrizione
Ottava traccia di The Hunting Party, Rebellion ha visto la partecipazione del polistrumentista statunitense Daron Malakian dei System of a Down (dai quali il brano trae ispirazione), il quale ha eseguito le parti aggiuntive di chitarra, ed è caratterizzata da un'introduzione veloce di riff di chitarra e batteria che si propagano per tutta la durata della canzone.

## Pubblicazione
Il brano è stato presentato in anteprima dal frontman del gruppo Chester Bennington il 3 giugno 2014 su BBC Radio 1, data nel quale è stato pubblicato anche il lyric video attraverso il canale YouTube del gruppo.
Il giorno successivo il brano è stato pubblicato dal gruppo come singolo digitale attraverso Google Play, mentre il 14 ottobre è stato distribuito nelle stazioni radiofoniche rock statunitensi.

## Tracce
1. Rebellion (feat. Daron Malakian) – 3:44

## Formazione
Hanno partecipato alle registrazioni, secondo le note di copertina di The Hunting Party:
Gruppo
- Chester Bennington – voce
- Mike Shinoda – voce, chitarra, tastiera, pianoforte
- Brad Delson – chitarra, cori
- Phoenix – basso, cori
- Rob Bourdon – batteria, percussioni, cori
- Joe Hahn – campionatore, programmazione, cori

Altri musicisti
- Daron Malakian – chitarra aggiuntiva

Produzione
- Mike Shinoda – produzione, ingegneria del suono
- Brad Delson – produzione
- Ethan Mates – ingegneria del suono
- Josh Newell – montaggio digitale
- Alejandro Baima – assistenza tecnica
- Brendan Dekora – assistenza tecnica aggiuntiva
- Jennifer Langdon – assistenza tecnica aggiuntiva
- Andy Wallace – missaggio
- Paul Suarez – ingegneria Pro Tools
- Del Bowers – assistenza al missaggio
- Emily Lazar – mastering
- Rich Morales – assistenza al mastering

## Classifiche
| Classifica (2014)             | Posizione massima |
| ----------------------------- | ----------------- |
| Francia                       | 83                |
| Italia                        | 83                |
| Portogallo                    | 42                |
| Regno Unito (rock & metal)    | 13                |
| Stati Uniti (mainstream rock) | 18                |